# مقاطعة دهغلان
مقاطعة دهغلان (بالکردیة: شاری دێولان/Bajarê Dêwlan)(بالفارسية: شهرستان دهگلان) هي مقاطعة تقع في كردستان في إيران. يقدر عدد سكانها بـ 58,502 نسمة .